# Medòc

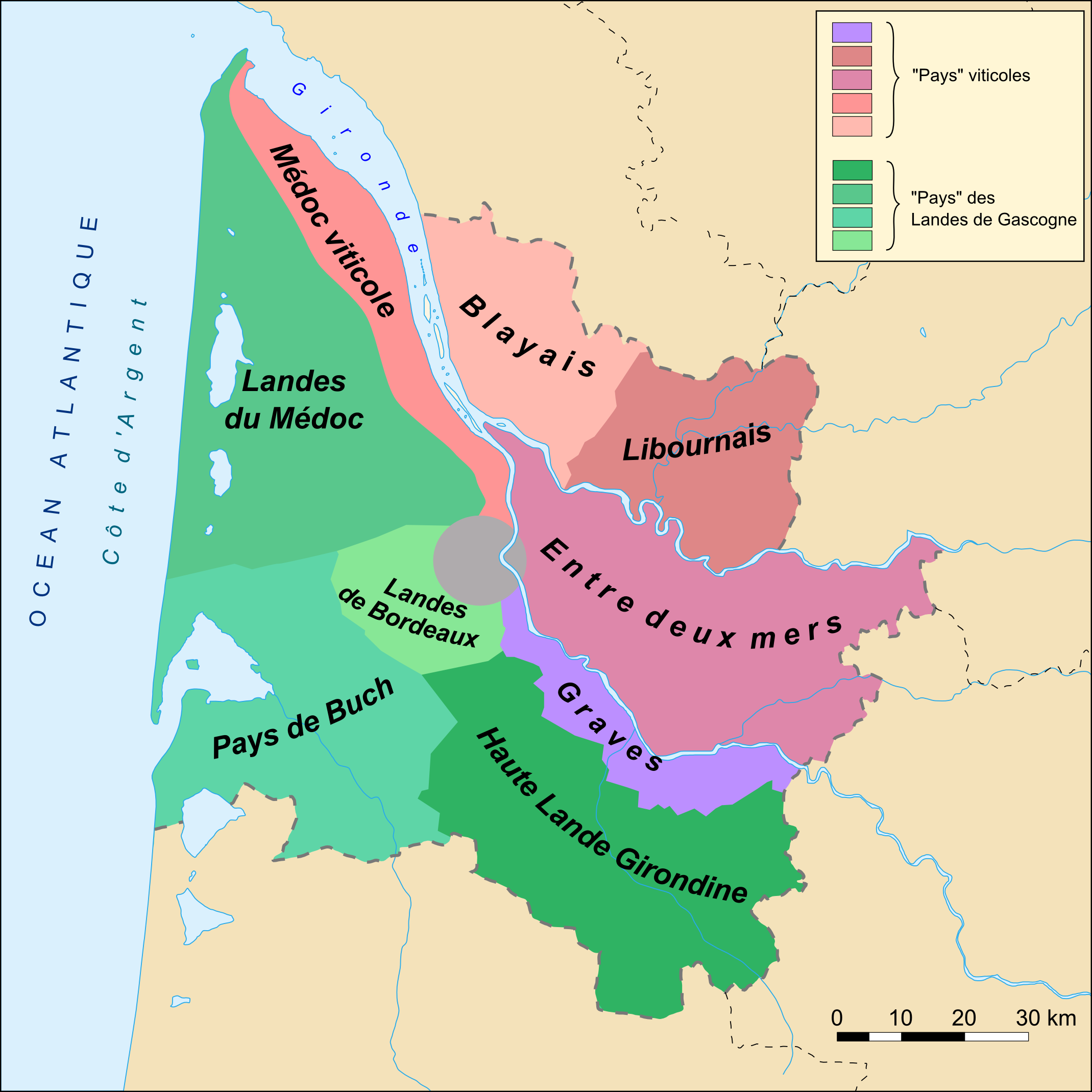
Mapa de la Gironda

El Medòc, (en occità: Medoc; en francès: Médoc) és un parçan o comarca d'Occitània situat a cavall entre la Guiena i la Gascunya. La seva vil·la principal és L'Esparra de Medoc.
Segons la proposta de divisió territorial d'Occitània del diari Jornalet, basada en l'obra de Frederic Zégierman Le Guide des pays de France, El Medòc estaria ubicat a la regió de la Guiena, subregió del Bordelès.
Oficialment, les comunes del Libornès estan adscrites administrativament al departament francès de la Gironda (nord-oest), a la regió administrativa de Nova Aquitània.
El Medòc també és conegut com a regió vinícola del Bordelès. Geogràficament forma una península en forma de triangle, a la riba esquerra de la Gironda, al nord de Bordeus, entre l'estuari del riu, a l'est, i l'oceà Atlàntic, a l'oest. És una regió al·luvial, plana, amb boscs de pins i llargues platges sorrenques. Té un clima temperat i una alta pluviositat deguts a la proximitat de l'oceà.
No obstant un clima poc adequat, aquesta regió es distingeix per la producció d'un vi molt apreciat, sobretot a l'alt Medòc.